# Nobelprijs voor Fysiologie of Geneeskunde
De Nobelprijs voor Fysiologie of Geneeskunde (Zweeds: Nobelpriset i fysiologi eller medicin) is een prijs die sinds 1901 jaarlijks uitgereikt wordt aan iemand die de wereld verbeterd heeft door een ontdekking, uitvinding of daad op het gebied van de fysiologie of de geneeskunde.
Dit was een van de vijf prijzen die Alfred Nobel in zijn testament opnam. De prijs wordt jaarlijks door het Karolinska Instituut uitgereikt.

## Winnaars
Lijst van de winnaars van de Nobelprijs voor Fysiologie of Geneeskunde.
| Jaar | Naam                                                              | Land                                                     | Toelichting |
| ---- | ----------------------------------------------------------------- | -------------------------------------------------------- | --- |
| 1901 | Emil Adolf von Behring                                            | Duitsland                                                | "Voor zijn serumtherapie om difterie te behandelen." |
| 1902 | Ronald Ross                                                       | Verenigd Koninkrijk                                      | "Voor onderzoek naar malaria" |
| 1903 | Niels Ryberg Finsen                                               | Faeröer                                                  | "Voor zijn behandeling van lupus vulgaris door middel van licht" |
| 1904 | Ivan Petrovitsj Pavlov                                            | Rusland                                                  | "Voor werk aan de fysiologie van het maag-darmstelsel" |
| 1905 | Robert Koch                                                       | Duitsland                                                | "Voor de ontdekking van de oorzaak van tuberculose" |
| 1906 | Camillo Golgi Santiago Ramón y Cajal                              | Italië Spanje                                            | "Voor onderzoek aan het zenuwstelsel" |
| 1907 | Charles Louis Alphonse Laveran                                    | Frankrijk                                                | "Voor onderzoek naar ziekteverwekkende protozoa" |
| 1908 | Ilja Iljitsj Metsjnikov Paul Ehrlich                              | Rusland Duitsland                                        | "Voor de bestudering van het immuunsysteem" |
| 1909 | Emil Theodor Kocher                                               | Zwitserland                                              | "Voor onderzoek naar de schildklier" |
| 1910 | Albrecht Kossel                                                   | Duitsland                                                | "Voor onderzoek in de celbiologie, in het bijzonder naar proteïnen en nucleïnezuren" |
| 1911 | Allvar Gullstrand                                                 | Zweden                                                   | "Voor onderzoek naar de beeldvorming door de lens van het oog" |
| 1912 | Alexis Carrel                                                     | Frankrijk                                                | "Voor onderzoek naar de hechting van bloedvaten en transplantatie" |
| 1913 | Charles Robert Richet                                             | Frankrijk                                                | "Ter erkenning van zijn onderzoek naar anafylaxie" |
| 1914 | Robert Bárány                                                     | Oostenrijk                                               | "Voor onderzoek aan het vestibulair apparaat van het binnenoor" |
| 1919 | Jules Bordet                                                      | België                                                   | "Voor de ontdekking van het complement in het immuunsysteem" |
| 1920 | August Krogh                                                      | Denemarken                                               | "Voor de ontdekking van het regelmechanisme van de haarvaten in skeletspieren" |
| 1922 | Archibald Hill Otto Fritz Meyerhof                                | Verenigd Koninkrijk Duitsland                            | "Voor onderzoek aan de spieren, in het bijzonder hun warmtevorming en het verband tussen de zuurstofconsumptie en het melkzuurmetabolisme." |
| 1923 | Frederick Banting John James Richard Macleod                      | Canada Verenigd Koninkrijk                               | "Voor de ontdekking van insuline" |
| 1924 | Willem Einthoven                                                  | Nederland                                                | "Voor de ontdekking van het mechanisme van het elektrocardiogram" |
| 1926 | Johannes Fibiger                                                  | Denemarken                                               | "Voor het ophelderen van Spiroptera carcinoma en het kunstmatig veroorzaken van kanker in een dier." |
| 1927 | Julius Wagner-Jauregg                                             | Oostenrijk                                               | "Voor de ontdekking van de therapeutische waarde van inenting met malaria bij de behandeling van dementia paralytica (neurosyfilis)" |
| 1928 | Charles Nicolle                                                   | Frankrijk                                                | "Voor onderzoek naar vlektyfus" |
| 1929 | Christiaan Eijkman Frederick Gowland Hopkins                      | Nederland Verenigd Koninkrijk                            | "Voor de ontdekking van diverse vitamines" |
| 1930 | Karl Landsteiner                                                  | Oostenrijk                                               | "Voor de ontdekking van de menselijke bloedgroepen" |
| 1931 | Otto Heinrich Warburg                                             | Duitsland                                                | "Voor onderzoek naar cytochroom in de dissimilatie" |
| 1932 | Charles Scott Sherrington Edgar Douglas Adrian                    | Verenigd Koninkrijk                                      | "Voor onderzoek naar de functie van neuronen, inclusief het feit dat sterkere stimuli leiden tot een hogere frequentie van zenuwimpulsen." |
| 1933 | Thomas Hunt Morgan                                                | Verenigde Staten                                         | "Voor de ontdekking van de rol van chromosomen in erfelijkheid" |
| 1934 | George Hoyt Whipple George Richards Minot William Parry Murphy    | Verenigde Staten                                         | "Voor het ontdekken van levertherapie voor bloedarmoede" |
| 1935 | Hans Spemann                                                      | Duitsland                                                | "Voor de ontdekking van "organizercentra" in de embryonale ontwikkeling van organismen" |
| 1936 | Henry Hallett Dale Otto Loewi                                     | Verenigd Koninkrijk Duitsland                            | "Voor onderzoek naar de transmissie van zenuwimpulsen via neurotransmitters" |
| 1937 | Albert Szent-Györgyi                                              | Hongarije                                                | "Voor de beschrijving van vitamine C en de ontdekking dat zuurstof wordt gecombineerd met waterstof in de dissimilatie" |
| 1938 | Corneille Heymans                                                 | België                                                   | "Voor het aantonen hoe de bloeddruk en het zuurstofgehalte van het bloed door het lichaam worden gemeten en hoe dit wordt overgedragen naar de hersenen. |
| 1939 | Gerhard Domagk onder dwang geweigerd, in 1947 alsnog geaccepteerd | Duitsland                                                | "Voor de ontdekking van het sulfonamide prontosil, het eerste medicijn dat effectief tegen bacteriële infecties werkt" |
| 1943 | Carl Peter Henrik Dam Edward Adelbert Doisy                       | Denemarken Verenigde Staten                              | "Voor de ontdekking van vitamine K en de chemische structuur ervan" |
| 1944 | Joseph Erlanger Herbert Spencer Gasser                            | Verenigde Staten                                         | "Voor de ontdekking van verschillende typen axonen" |
| 1945 | Alexander Fleming Ernst Boris Chain Howard Walter Florey          | Verenigd Koninkrijk Duitsland Australië                  | "Voor de ontdekking van penicilline en de eigenschappen ervan bij de genezing van infectieziekten" |
| 1946 | Hermann Joseph Muller                                             | Verenigde Staten                                         | "Voor de ontdekking dat mutaties kunnen worden veroorzaakt door röntgenstraling" |
| 1947 | Carl Ferdinand Cori Gerty Theresa Cori                            | Verenigde Staten                                         | "Voor de ontdekking hoe glycogeen wordt omgezet in glucose in het lichaam" |
| 1947 | Bernardo Alberto Houssay                                          | Argentinië                                               | "Voor zijn ontdekking van de rol die de hormonen van de hypofysevoorkwab spelen in de stofwisseling van glucose" |
| 1948 | Paul Hermann Müller                                               | Zwitserland                                              | "Voor de ontdekking van het insecticide DDT" |
| 1949 | Walter Rudolf Hess António Moniz                                  | Zwitserland Portugal                                     | "Hess voor het in kaart brengen van de verschillende functies van middenhersenen; Moniz voor de ontdekking van het therapeutische effect van lobotomie" |
| 1950 | Edward Calvin Kendall Tadeus Reichstein Philip Showalter Hench    | Verenigde Staten Polen Verenigde Staten                  | "Voor de ontdekking van de hormonen van de bijnierschors, hun structuur en functie" |
| 1951 | Max Theiler                                                       | Verenigde Staten                                         | "Voor het ontwikkelen van een vaccin tegen gele koorts" |
| 1952 | Selman Waksman                                                    | Verenigde Staten                                         | "Voor zijn ontdekking van streptomycine, het eerste effectieve antibioticum tegen tuberculose" |
| 1953 | Hans Krebs                                                        | Verenigd Koninkrijk                                      | "Voor de ontdekking van de citroenzuurcyclus bij de aerobe dissimilatie" |
| 1953 | Fritz Lipmann                                                     | Verenigde Staten                                         | "Voor de ontdekking van en het onderzoek naar coënzym A" |
| 1954 | John Enders Thomas Weller Frederick Robbins                       | Verenigde Staten                                         | "Voor het ontdekken van een wijze om poliomyelitis virussen te kweken in een reageerbuis" |
| 1955 | Hugo Theorell                                                     | Zweden                                                   | "Voor onderzoek naar enzymen en hun activiteit, in het bijzonder oxiderende enzymen" |
| 1956 | André Frédéric Cournand Werner Forssmann Dickinson Richards       | Verenigde Staten Duitsland Verenigde Staten              | "Voor het aantonen hoe een katheter kan worden ingebracht in het hart, en het bestuderen van meerdere hartaandoeningen" |
| 1957 | Daniel Bovet                                                      | Italië                                                   | "Voor het ontdekken van synthetische medicijnen als antihistaminica die de activiteiten van biologische amines blokkeren" |
| 1958 | George Beadle Edward Tatum                                        | Verenigde Staten                                         | "Voor het aantonen dat genen individuele stappen in het metabolisme reguleren" |
| 1958 | Joshua Lederberg                                                  | Verenigde Staten                                         | "Voor het aantonen dat bacteriën kunnen paren (conjugatie) en zo genen uitwisselen" |
| 1959 | Severo Ochoa Arthur Kornberg                                      | Spanje Verenigde Staten                                  | "Voor de synthese van de nucleïnezuren DNA en RNA" |
| 1960 | Frank Macfarlane Burnet Peter Medawar                             | Australië Brazilië                                       | "Voor de ontdekking dat het immuunsysteem van de foetus leert hoe het onderscheid kan maken tussen lichaamseigen en lichaamsvreemd" |
| 1961 | Georg von Békésy                                                  | Verenigde Staten                                         | "Voor zijn onderzoek naar de werking van het gehoororgaan van zoogdieren." |
| 1962 | Francis Crick James Watson Maurice Wilkins                        | Verenigd Koninkrijk Verenigde Staten Verenigd Koninkrijk | "Voor hun ontdekkingen betreffende de moleculaire structuur van nucleïnezuren en diens significantie voor de informatieoverdracht in het leven" |
| 1963 | John Eccles Alan Hodgkin Andrew Huxley                            | Australië Verenigd Koninkrijk                            | "Voor het beschrijven van geleiding van impulsen langs zenuwen" |
| 1964 | Konrad Bloch Feodor Lynen                                         | Verenigde Staten Duitsland                               | "Voor onderzoek naar cholesterol en de stofwisseling van vetzuren" |
| 1965 | François Jacob André Lwoff Jacques Monod                          | Frankrijk                                                | "Voor het ontdekken van mRNA, ribosomen en de genen die de expressie van andere genen reguleren" |
| 1966 | Peyton Rous                                                       | Verenigde Staten                                         | "Voor de ontdekking van virussen die tumoren veroorzaken" |
| 1966 | Charles Huggins                                                   | Verenigde Staten                                         | "Voor de ontdekking van de behandeling van prostaatkanker met hormonen" |
| 1967 | Ragnar Granit Haldan Hartline George Wald                         | Finland Verenigde Staten                                 | "Voor het beschrijven van de verschillende typen van lichtgevoelige cellen in het oog, en hoe het licht op die cellen inwerkt" |
| 1968 | Robert Holley Har Gobind Khorana Marshall Nirenberg               | Verenigde Staten                                         | "Voor het beschrijven van de genetische code en hoe het een rol speelt in de eiwitsynthese" |
| 1969 | Max Delbrück Alfred Hershey Salvador Luria                        | Verenigde Staten                                         | "Voor onderzoek aan replicatiemechanismen en genetica van virussen" |
| 1970 | Bernard Katz Ulf von Euler Julius Axelrod                         | Verenigd Koninkrijk Zweden Verenigde Staten              | "Voor onderzoek aan neurotransmitters" |
| 1971 | Earl Wilbur Sutherland jr.                                        | Verenigde Staten                                         | "Voor de ontdekking van de activiteit van hormonen, in het bijzonder adrenaline, via second messengers" |
| 1972 | Gerald M. Edelman Rodney Porter                                   | Verenigde Staten Verenigd Koninkrijk                     | "Voor de ontdekking van de chemische structuur van antistoffen" |
| 1973 | Karl von Frisch Konrad Lorenz Niko Tinbergen                      | Oostenrijk Nederland                                     | "Voor het onderzoek naar het gedrag van sociale dieren, in het bijzonder de verklaring van de "danstaal" van bijen en hoe jonge vogels gefixeerd raken op hun moeder" |
| 1974 | Albert Claude Christian de Duve George Emil Palade                | België Verenigde Staten                                  | "Voor het beschrijven van de structuur en functie van organellen in de cel" |
| 1975 | David Baltimore Renato Dulbecco Howard Temin                      | Verenigde Staten Italië Verenigde Staten                 | "Voor het beschrijven hoe tumorvirussen inwerken op het genetische materiaal van de cel" |
| 1976 | Baruch Blumberg                                                   | Verenigde Staten                                         | "Voor de ontdekking van het hepatitis B-virus" |
| 1976 | Daniel Carleton Gajdusek                                          | Verenigde Staten                                         | "Voor de beschrijving van de ziekte kuru, veroorzaakt door kannibalisme" |
| 1977 | Roger Guillemin Andrew Schally                                    | Verenigde Staten                                         | "Voor onderzoek aan peptidehormonen die geproduceerd worden in de hersenen" |
| 1977 | Rosalyn Yalow                                                     | Verenigde Staten                                         | "Voor het bedenken van de methode van Yalow-Berson voor het meten van minuscule hoeveelheden peptidehormonen met behulp van antilichamen |
| 1978 | Werner Arber Daniel Nathans Hamilton Smith                        | Zwitserland Verenigde Staten                             | "Voor de ontdekking van restrictie-enzymen, welke een instrument zijn geworden in de moleculaire biologie" |
| 1979 | Allan Cormack Godfrey Hounsfield                                  | Verenigde Staten Verenigd Koninkrijk                     | "Voor het ontwikkelen van de computertomografie" |
| 1980 | Baruj Benacerraf Jean Dausset George Davis Snell                  | Verenigde Staten Frankrijk Verenigde Staten              | "Voor de ontdekking van de hoofd-histocompabiliteitscomplexgenen, die coderen voor moleculen aan het celoppervlak, en die belangrijk zijn voor het herkenningsvermogen voor lichaamseigen en niet-eigen stoffen van het immuunsysteem"                                                         |
| 1981 | Roger Sperry                                                      | Verenigde Staten                                         | "Voor onderzoek aan de hersenhelften" |
| 1981 | David Hubel Torsten Wiesel                                        | Verenigde Staten Zweden                                  | "Voor onderzoek naar het verwerken van visuele data in de hersenen" |
| 1982 | Sune Karl Bergström Bengt Samuelsson John Robert Vane             | Zweden Verenigd Koninkrijk                               | "Voor de ontdekking van prostaglandinen" |
| 1983 | Barbara McClintock                                                | Verenigde Staten                                         | "Voor de ontdekking van mobiele genetische elementen of transposonen in maïs" |
| 1984 | Niels Jerne Georges Köhler César Milstein                         | Denemarken Duitsland Argentinië                          | "Voor onderzoek aan het immuunsysteem en de productie van monoklonale antilichamen " |
| 1985 | Michael Stuart Brown Joseph Goldstein                             | Verenigde Staten                                         | "Voor het beschrijven van de regulatie van het cholesterolmetabolisme" |
| 1986 | Stanley Cohen Rita Levi-Montalcini                                | Verenigde Staten Italië                                  | "Voor het ontdekken van groeifactoren" |
| 1987 | Susumu Tonegawa                                                   | Japan                                                    | "Voor de ontdekking hoe de grote diversiteit aan antilichamen genetisch wordt geproduceerd" |
| 1988 | James Whyte Black Gertrude Elion George Hitchings                 | Verenigd Koninkrijk Verenigde Staten                     | "Voor hun ontdekkingen van belangrijke principes voor de Farmacologie" |
| 1989 | John Michael Bishop Harold Varmus                                 | Verenigde Staten                                         | "Voor de ontdekking van de cellulaire oorsprong van retrovirale oncogenen" |
| 1990 | Joseph Murray Edward Donnall Thomas                               | Verenigde Staten                                         | "Voor onderzoek aan orgaan- en celtransplantatie" |
| 1991 | Erwin Neher Bert Sakmann                                          | Duitsland                                                | "Voor het ontwikkelen van technieken die aantonen dat er ionkanalen bestaan in het celmembraan, en welke het mogelijk maken om hun eigenschappen te bestuderen" |
| 1992 | Edmond H. Fischer Edwin Krebs                                     | Verenigde Staten                                         | "Voor hun ontdekkingen over de reversibele fosforylering van eiwitten als biologisch regelmechanisme" |
| 1993 | Richard Roberts Phillip Allen Sharp                               | Verenigd Koninkrijk Verenigde Staten                     | "Voor de ontdekking dat genen in eukaryoten geen doorlopende strengen zijn, maar introns bevatten, en dat het splitsen van mRNA om deze introns te verwijderen op meerdere manieren kan plaatsvinden, waarbij verschillende proteïnen kunnen worden verkregen uit hetzelfde stuk coderend DNA" |
| 1994 | Alfred Gilman Martin Rodbell                                      | Verenigde Staten                                         | "Voor hun ontdekking van G-proteïnen en de rol van deze eiwitten in de signaaltransductie van cellen" |
| 1995 | Edward B. Lewis Christiane Nusslein-Volhard Eric Wieschaus        | Verenigde Staten Duitsland Verenigde Staten              | "Voor de ontdekking van de genen die betrokken zijn bij de vroege embryonale ontwikkeling van de fruitvlieg, de homeoboxgenen" |
| 1996 | Peter C. Doherty Rolf Zinkernagel                                 | Australië Zwitserland                                    | "Voor het beschrijven hoe celgemedieerde immunologische afweermoleculen worden gebruikt door witte bloedcellen om door virus geïnfecteerde cellen op te sporen en te vernietigen" |
| 1997 | Stanley Prusiner                                                  | Verenigde Staten                                         | "Voor zijn ontdekking van prionen – een nieuw biologisch infectieprincipe" |
| 1998 | Robert Furchgott Louis Ignarro Ferid Murad                        | Verenigde Staten                                         | "Voor hun ontdekkingen met betrekking tot stikstofoxide (NO) als signaalmolecuul in het cardiovasculaire systeem" |
| 1999 | Günter Blobel                                                     | Verenigde Staten                                         | "voor de ontdekking dat eiwitten intrinsieke signalen hebben die hun transport en plaats binnen de cel regelen" |
| 2000 | Arvid Carlsson                                                    | Zweden                                                   | "Voor het bewijzen dat dopamine een neurotransmitter is in de hersenen, welke leidt tot symptomen van de ziekte van Parkinson" |
| 2000 | Paul Greengard                                                    | Verenigde Staten                                         | "Voor het aantonen hoe neurotransmitters werken in de cel, en hoe ze een centraal molecuul dat bekendstaat als DARPP-32 activeren" |
| 2000 | Eric Kandel                                                       | Verenigde Staten                                         | "Voor het beschrijven hoe korte- en langetermijngeheugen worden gevormd op moleculair niveau" |
| 2001 | Leland Hartwell Tim Hunt Paul Nurse                               | Verenigde Staten Verenigd Koninkrijk                     | "Voor de ontdekking van cycline en cycline-afhankelijk kinase, centrale moleculen in de regulatie van de celcyclus" |
| 2002 | Sydney Brenner Robert Horvitz John Sulston                        | Zuid-Afrika Verenigde Staten Verenigd Koninkrijk         | "Voor hun ontdekkingen betreffende de genetische regulatie van de orgaanontwikkeling en de geprogrammeerde celdood" |
| 2003 | Paul Lauterbur Peter Mansfield                                    | Verenigde Staten Verenigd Koninkrijk                     | "Voor hun ontdekkingen op het gebied van de magnetische resonantietomografie" |
| 2004 | Linda Buck Richard Axel                                           | Verenigde Staten                                         | "Voor hun ontdekking van geurreceptoren en de opbouw van het reukzintuigsysteem bij mensen" |
| 2005 | Barry Marshall Robin Warren                                       | Australië                                                | "Voor de ontdekking van de bacterie Helicobacter pylori en de rol hiervan bij gastritis en maagzweren" |
| 2006 | Andrew Fire Craig Mello                                           | Verenigde Staten                                         | "Voor het ontdekken dat genen stilgelegd kunnen worden (RNA-interferentie)" |
| 2007 | Mario Capecchi Oliver Smithies Sir Martin Evans                   | Verenigde Staten Verenigd Koninkrijk                     | "Voor hun ontdekking van principes waarmee specifieke genmodificaties kunnen worden aangebracht bij muizen door gebruik te maken van embryonale stamcellen". |
| 2008 | Harald zur Hausen                                                 | Duitsland                                                | "Voor zijn ontdekking van humane papillomavirussen die baarmoederhalskanker kunnen veroorzaken." |
| 2008 | Françoise Barré-Sinoussi Luc Montagnier                           | Frankrijk                                                | "Voor hun ontdekking van het menselijk immuundeficiëntievirus." |
| 2009 | Elizabeth Blackburn Carol Greider Jack Szostak                    | Verenigde Staten                                         | "Voor de ontdekking hoe chromosomen worden beschermd door telomeren en het enzym telomerase". |
| 2010 | Robert Edwards                                                    | Verenigd Koninkrijk                                      | "Voor zijn bijdrage aan de ontwikkeling van de ivf-techniek" |
| 2011 | Bruce Beutler Jules Hoffmann                                      | Verenigde Staten Frankrijk                               | "Voor hun ontdekkingen aangaande de activatie van aangeboren immuniteit" |
| 2011 | Ralph Steinman                                                    | Canada                                                   | "Voor zijn ontdekking van de dendritische cel en de rol ervan in het aanpassingsproces van immuniteit" |
| 2012 | John Gurdon Shinya Yamanaka                                       | Verenigd Koninkrijk Japan                                | "Voor de ontdekking dat volwassen cellen geherprogrammeerd kunnen worden tot pluripotente stamcellen die alle cellen kunnen vormen in het menselijk lichaam" |
| 2013 | James Rothman Randy Schekman Thomas Südhof                        | Verenigde Staten                                         | "Voor hun ontdekkingen van het mechanisme dat het belangrijkste transportsysteem in onze cel regelt" |
| 2014 | John O'Keefe May-Britt Moser Edvard Moser                         | Verenigde Staten Noorwegen                               | "Voor hun ontdekking van cellen die een positioneringssysteem in de hersenen vormen" |
| 2015 | William C. Campbell Satoshi Ōmura                                 | Ierland Japan                                            | "Voor hun ontdekkingen betrekking hebbend op nieuwe geneeswijzen bij infecties veroorzaakt door parasitaire rondwormen" |
| 2015 | Youyou Tu                                                         | China                                                    | "Voor haar ontdekking betrekking hebbend op een nieuwe therapie tegen malaria" |
| 2016 | Yoshinori Osumi                                                   | Japan                                                    | "Voor baanbrekend onderzoek naar autofagie" |
| 2017 | Jeffrey C. Hall Michael Rosbash Michael W. Young                  | Verenigde Staten                                         | "Voor hun ontdekkingen van moleculaire controlemechanismes van het circadiaan ritme" |
| 2018 | James P. Allison Tasuku Honjo                                     | Verenigde Staten Japan                                   | "Voor hun onderzoek naar nieuwe behandelingen van kanker op basis van immuuntherapie" |
| 2019 | William Kaelin Jr. Peter J. Ratcliffe Gregg L. Semenza            | Verenigde Staten Verenigd Koninkrijk Verenigde Staten    | "Voor hun ontdekkingen van hoe cellen de beschikbaarheid van zuurstof waarnemen en zich daaraan aanpassen." |
| 2020 | Harvey J. Alter Michael Houghton Charles M. Rice                  | Verenigde Staten Verenigd Koninkrijk Verenigde Staten    | "Voor hun ontdekking van het hepatitis C virus." |
| 2021 | David Julius Ardem Patapoutian                                    | Verenigde Staten                                         | "Voor hun onderzoek naar het waarnemen door het menselijk lichaam van kou, warmte en aanrakingen." |
| 2022 | Svante Pääbo                                                      | Zweden                                                   | "voor zijn sensationele ontdekkingen op het gebied van DNA van uitgestorven mensensoorten, zoals neanderthalers." |
| 2023 | Katalin Karikó Drew Weissman                                      | Hongarije Verenigde Staten                               | "voor hun onderzoek waardoor effectieve mRNA-vaccins tegen covid-19 konden worden ontwikkeld." |
| 2024 | Victor Ambros Gary Ruvkun                                         | Verenigde Staten                                         | "voor de ontdekking van microRNA en de rol ervan in post-transcriptionele genregulatie." |

Alfred Nobel · Sveriges Riksbank
Karolinska-instituut · Zweedse Academie · Zweedse Academie van Wetenschappen · Noors Nobelinstituut / Noors Nobelcomité
Economie · Fysiologie of Geneeskunde · Literatuur · Natuurkunde · Scheikunde · Vrede